# Ana Benaki-Psaruda
Ana Benaki-Psaruda, grec. Άννα Μπενάκη-Ψαρούδα (ur. 12 grudnia 1934 w Atenach) – grecka polityk, prawniczka i nauczyciel akademicki, parlamentarzystka, była minister, w latach 2004–2007 przewodnicząca Parlamentu Hellenów.

## Życiorys
Ukończyła studia prawnicze na Uniwersytecie Narodowym im. Kapodistriasa w Atenach. Doktoryzowała się w zakresie prawa karnego na Uniwersytecie Fryderyka Wilhelma w Bonn. Praktykowała w zawodzie adwokata. Została też profesorem prawa karnego na macierzystej uczelni. W 2010 uzyskała członkostwo w Akademii Ateńskiej.
Zaangażowała się w działalność polityczną w ramach Nowej Demokracji. W 1981 po raz pierwszy uzyskała mandat posłanki do Parlamentu Hellenów z listy państwowej ND. Z powodzeniem ubiegała się o reelekcję w okręgu Ateny A w wyborach w 1985, czerwcu 1989, listopadzie 1989, 1990, 1993, 1996, 2000, 2004 i 2007, wykonując obowiązki deputowanej do 2009. Była wiceministrem edukacji (1989) i wiceministrem kultury (1990–1991). Dwukrotnie sprawowała urząd ministra kultury (w lipcu 1989 i od sierpnia 1991 do grudnia 1991). Od grudnia 1992 do września 1993 pełniła funkcję ministra sprawiedliwości. W latach 2000–2004 była wiceprzewodniczącą, a od marca 2004 do września 2007 zajmowała stanowisko przewodniczącej Parlamentu Hellenów.